# Підкорення (фільм, 1937)
«Підкорення» (англ. Conquest) — американська мелодрама Кларенса Брауна 1937 року.

## Сюжет
Підкорений Марією з першої ж зустрічі, французький імператор Наполеон Бонапарт робить спроби спокусити її, але безуспішно.
Однак під тиском обставин графиня Валевська погоджується на зустріч: політики просять її поступитися Бонапарту в ім'я порятунку Польщі. На свій подив, вона знаходить задоволення в їх союзі і навіть щаслива, коли дізнається про його розлучення з бездітною Жозефіною і про свою вагітність. Однак Бонапарт повідомляє Марії про неможливість їхнього шлюбу…

## У ролях
- Грета Гарбо — Марія Валевська
- Шарль Буає — Наполеон Бонапарт
- Реджинальд Оуен — Шарль Мо́ріс де Талейра́н-Періго́р
- Алан Маршал — капітан д'Орнано
- Лейф Еріксон — Пауль Лачінскі
- Мей Вітті — Марія Летиція Рамоліно
- Марія Успенська — графиня Пелагія Валевська
- К. Генрі Ґордон — принц Понятовський
- Клод Джиллінгуотер — Стефан (раб Марії)
- Владімір Соколов — вмираючий солдат
- Джордж Х'юстон — головнокомандувач Джордж Дюрок